# Los compadres: La perfecta ocasión
Los Compadres: La Perfecta Ocasión es un álbum de estudio colaborativo entre los cantantes puertorriqueños Gocho, Mario VI y Valentino. Fue publicado el 5 de diciembre de 2006 a través de los sellos VI Music y Machete Music, siendo distribuido por Universal Music Group.
Contiene los sencillos «La perfecta ocasión» por Gocho, la cual ingresó a la posición 38 en los Latin Rhythm Airplay de Billboard; y «Tu quieres», que obtuvo un vídeo musical en 2007, dirigido por David Impelluso. Este fue el último material publicado por Gocho antes de regresar a la música en 2010.

## Lista de canciones
| N.º   | Título                                     | Productor(es)             | Duración |  |
| 1.    | «Tu tiguere» (Gocho, Mario VI y Valentino) | Santana · Eliel · Escobar | 3:40     |  |
| 2.    | «Dale más Bass» (Valentino)                | Santana · Escobar         | 3:27     |  |
| 3.    | «Tu primera vez» (Mario VI)                | Fade                      | 2:59     |  |
| 4.    | «La perfecta ocasión» (Gocho)              | Santana · Rafy Torres     | 3:15     |  |
| 5.    | «Tu vicio» (Valentino con Divino)          | Eliel                     | 4:38     |  |
| 6.    | «Dos amantes, dos amigos» (Mario VI)       | Fade                      | 2:50     |  |
| 7.    | «Tu quieres» (Valentino)                   | Eliel                     | 4:11     |  |
| 8.    | «Si ella pide» (Gocho)                     | Santana                   | 3:51     |  |
| 9.    | «Corazón salvaje» (Mario VI)               | Santana                   | 3:36     |  |
| 10.   | «Es así» (Gocho con Gustavo Laureano)      | Santana                   | 4:05     |  |
| 11.   | «Se nos acaba el tiempo» (Mario VI, Gocho) | Fade                      | 4:10     |  |
| 48:15 |                                            |                           |          |  |

## Créditos y personal
Adaptados desde AllMusic.
- José «Gocho» Torres – Artista principal, composición.
- Mario Rivera – Artista principal, composición.
- Peter González – Artista principal, composición.
- Chris Gehringer – Masterización.
- Luis «Hednoker» Colón – Mezcla.
- José «Hyde» Cotto – Mezcla.
- Ramón «Ray» Casillas – Mezcla, otras guitarras.
- Rafy Torres – Arreglos, composición, vientos.
- Divino – Artista invitado (5).
- Gustavo Laureano – Artista invitado, composición (10).
- Juan Santana – Composición, producción.
- Eliel Lind Osorio – Composición, mezcla, producción.
- José «Fade» Morales – Composición, mezcla, producción.
- Ismael Casillas Torres – Composición (1, 2, 4, 5, 7, 9).
- Alex Quiles – Composición (6).
- Eddie Ávila – Composición (8).
- Wonder Manuel – Guitarra (1).
- Anthony Roman – Guitarra (7).
- Tommy Villarini – Vientos (4).